# Jesús Posada Cacho
Jesús Posada Cacho (Soria, 8 de abril de 1910-Madrid, 9 de octubre de 1981) fue un político, abogado e inspector de trabajo español, alcalde de Soria, procurador en las Cortes franquistas y gobernador civil en varias provincias durante la dictadura.

## Biografía
Nacido en Soria el 8 de abril de 1910, combatió en el bando sublevado dentro de las milicias de FET y de las JONS durante la Guerra Civil. Alcalde de Soria, ejerció en calidad de tal como procurador en la i legislatura de las Cortes franquistas. Volvería a las Cortes franquistas en calidad de consejero nacional de FET y de las JONS y en representación de la Organización Sindical.
Fue jefe provincial de FET y de las JONS en Ávila, Soria y Burgos.
Gobernador civil de la provincia de Soria entre 1946 y 1952, y de la provincia de Burgos entre 1952 y 1956, en 1956 fue nombrado como gobernador civil de la provincia de Valencia, permaneciendo en el cargo hasta 1962.
Suprimida la Dirección General de Empleo encabezada por Juan Miguel Villar Mir, fue puesto al frente de la Dirección General de Trabajo, de nueva creación, en la que permaneció entre 1967 y 1969.
Falleció en Madrid el 9 de octubre de 1981.
Fue padre del político del Partido Popular Jesús Posada Moreno.

## Reconocimientos
- Gran Cruz de la Orden de Cisneros (1960)[17]
- Gran Cruz de la Orden Imperial del Yugo y las Flechas (1962)[18]
- Medalla de Oro de la Provincia de Valencia (1962)[12][19]
- Medalla de Oro al Mérito en el Trabajo (1964)[20]